# Garba Lame
Garba Lame (ur. 2 marca 1968) – nigeryjski zapaśnik walczący w stylu wolnym. Olimpijczyk z Seulu 1988; gdzie odpadł w eliminacjach w kategorii 52 kg.
Mistrz igrzysk afrykańskich w 1987. Złoty medalista mistrzostw Afryki w 1988 i srebrny w 1984. Trzeci na mistrzostwach Wspólnoty Narodów w 1989 roku.